# Ophion pallens
Ophion pallens là một loài tò vò trong họ Ichneumonidae.